# Olympische Sommerspiele 2012/Badminton (Qualifikation)
Für die Teilnahme an den Olympischen Sommerspielen 2012 im Badminton mussten die Athleten eine fast einjährige Qualifikation durchlaufen.

## Qualifikationskriterien
172 Athleten nahmen an den Wettbewerben teil, paritätisch verteilt auf je 86 Frauen und Männer. In den Doppeln nahmen jeweils 16 Paare teil und in den Einzeln wurde von mindestens 38 Einzelstartern ausgegangen. Durch die angestrebte gleiche Anzahl von weiblichen und männlichen Startern für alle Disziplinen insgesamt und die vergebenen Wildcards erhöhte sich die Anzahl von Teilnehmern im Dameneinzel auf 46 und im Herreneinzel auf 40. Jedes NOK durfte pro Wettbewerb maximal drei Athleten im Einzel und zwei Doppelpaarungen an den Start bringen.
Entscheidend für die Qualifikation war die Weltrangliste der Badminton World Federation (BWF) in den einzelnen Disziplinen zum Stichtag 3. Mai 2012. Im Einzel konnte ein NOK drei Athleten stellen, wenn alle drei auf Platz eins bis vier der Weltrangliste standen, zwei Athleten, wenn beide bis Platz 16 notiert waren und einen Athleten, wenn dieser auf Platz 17 oder schlechter rangierte, bis alle Quotenplätze verteilt waren. Im Doppel konnte ein NOK zwei Paarungen stellen, wenn beide auf Platz eins bis acht der Weltrangliste standen und eine Paarung, wenn diese auf Platz neun oder schlechter rangierte, bis die 16 Startplätze aufgefüllt waren.
In allen Disziplinen sollte dabei mindestens ein Athlet aus jedem Kontinentalverband an den Wettbewerben teilnehmen, wobei ein NOK nur zweimal von dieser Regel profitieren durfte. In den Einzeln erhielt der bestplatzierte Athlet eines Kontinentalverbandes einen Quotenplatz, falls sich über die reguläre Qualifikation kein Athlet qualifizieren konnte. In den Doppeln galt gleiches Verfahren, allerdings musste die Paarung mindestens Platz 50 in der Weltrangliste einnehmen, damit ein Startplatz vergeben wurde.
Zwei Startplätze waren dem gastgebenden NOK garantiert. Die BWF, respektive die Tripartite Commission, konnte über Quotenplätze von drei Spielerinnen und drei Spielern frei entscheiden und diese per Einladung vergeben.

## Reserveliste
Für den Fall einer Nichtnominierung eines qualifizierten Athleten durch das NOK oder anderer Nichtberücksichtigungsgründe wie Verletzung wurde das Starterfeld in der Reihung der nächstplatzierten Sportler entsprechend der Qualifikationsrangliste aufgefüllt. Als Ersten betraf das Eric Pang aus den Niederlanden, der den Kriterien seines NOK unter den Top 16 der Welt hätte sein müssen, dieses Ziel mit Platz 40 der Qualifikationsrangliste aber weit verfehlte. Nachrücker wurde Scott Evans aus Irland. Auch das neuseeländische NOK forderte mindestens die Chance auf Rang 16 bei Olympia, so dass Michelle Chan und James Eunson nicht nominiert wurden. Nachrücker wurden Kerry-Lee Harrington und Petr Koukal. Der Tscheche Koukal profitierte von der Regelung, dass der australische Verband nicht dreimal einen Kontinentalstartplatz wahrnehmen durfte. Die Schweiz und Österreich nominierten Sabrina Jaquet und Simone Prutsch anstatt der besser platzierten Jeanine Cicognini und Claudia Mayer im Dameneinzel. Indonesien nominierte im Dameneinzel Adriyanti Firdasari an Stelle von Maria Febe Kusumastuti. Für Anne Hald aus Griechenland rückte Sara Blengsli Kværnø aus Norwegen nach. China nominierte kurz vor Ablauf der Meldefrist Li Xuerui im Dameneinzel an Stelle der einen Platz vor ihr liegenden Wang Shixian. Nachrücker Kerry-Lee Harrington musste kurz vor Registrierungsende ihren Platz für Thilini Jayasinghe aus Sri Lanka freimachen. Nach dem finalen Meldeschluss am 9. Juli konnten keine weiteren Veränderungen vollzogen werden, so dass Ausfälle nur noch im Rahmen der IOC Late Replacement Policy bis zum 20. Juli kompensiert hätten werden können, was jedoch nicht der Fall war.

## Qualifizierte Athleten
Insgesamt konnten sich Athleten aus 51 verschiedenen NOKs qualifizieren. Acht Athletinnen und zwei Athleten qualifizierten sich in zwei verschiedenen Wettbewerben, so dass sich die Zahl der Startplätze im Einzel bei den Frauen auf 46 und bei den Männern auf 40 erhöhte, was zur geforderten gleichen Anzahl von männlichen und weiblichen Startern inklusive der zu vergebenden Wildcards führte. Diese Wildcards wurden beide im Herreneinzel an Virgil Soeroredjo aus Suriname (BWF 221) und Mohamed Ajfan Rasheed von den Malediven (BWF 226) erteilt.
| Qualifizierte Athleten in den Einzelwettbewerben | Qualifizierte Athleten in den Einzelwettbewerben | Qualifizierte Athleten in den Einzelwettbewerben | Qualifizierte Athleten in den Einzelwettbewerben |
| Kriterium                                        | Frauen | Männer |                                                  |
| ------------------------------------------------ | --- | --- | ------------------------------------------------ |
| Weltrangliste                                    | Wang Yihan Wang Xin Li Xuerui Saina Nehwal Tine Baun Juliane Schenk Cheng Shao-chieh Sung Ji-hyun Ratchanok Intanon Tai Tzu-ying Bae Yeon-ju Sayaka Sato Gu Juan Yao Jie Petya Nedelcheva Pi Hongyan Michelle Li Yip Pui Yin Carolina Marín Agnese Allegrini Adriyanti Firdasari Susan Egelstaff Neslihan Yiğit Anastasia Prokopenko Sabrina Jaquet Chloe Magee Larisa Griga Kristína Gavnholt Lianne Tan Rena Wang Tee Jing Yi Victoria Montero Anu Nieminen Telma Santos Ragna Ingólfsdóttir Victoria Na Kamila Augustyn Simone Prutsch Maja Tvrdy Akvilė Stapušaitytė Claudia Rivero Monika Fašungová Alesia Zaitsava Sara Blengsli Kværnø Thilini Jayasinghe | Lee Chong Wei Lin Dan Chen Long Chen Jin Peter Gade Shō Sasaki Lee Hyun-il Kenichi Tago Simon Santoso Nguyễn Tiến Minh Taufik Hidayat Jan Ø. Jørgensen Son Wan-ho Marc Zwiebler Rajiv Ouseph Wong Wing Ki Pablo Abián Kashyap Parupalli Hsu Jen-hao Boonsak Ponsana Kevin Cordón Przemysław Wacha Brice Leverdez Ville Lång Derek Wong Zi Liang Henri Hurskainen Vladimir Ivanov Dmytro Zavadsky Niluka Karunaratne Yuhan Tan Pedro Martins Michael Lahnsteiner Misha Zilberman Rodrigo Pacheco Raul Must Scott Evans Petr Koukal |                                                  |
| Afrika                                           | Hadia Hosny | Edwin Ekiring |                                                  |
| Amerika                                          | – | – |                                                  |
| Asien                                            | – | – |                                                  |
| Europa                                           | – | – |                                                  |
| Ozeanien                                         | – | – |                                                  |
| Einladung                                        | – | Virgil Soeroredjo Mohamed Ajfan Rasheed |                                                  |
| Gesamt                                           | 46 | 40 |                                                  |

| Qualifizierte Athleten in den Doppelwettbewerben | Qualifizierte Athleten in den Doppelwettbewerben | Qualifizierte Athleten in den Doppelwettbewerben | Qualifizierte Athleten in den Doppelwettbewerben |
| Kriterium                                        | Frauen | Männer | Mixed |
| ------------------------------------------------ | --- | --- | --- |
| Weltrangliste                                    | China Wang Xiaoli Yu Yang China Tian Qing Zhao Yunlei Südkorea Ha Jung-eun Kim Min-jung Japan Mizuki Fujii Reika Kakiiwa Dänemark Kamilla Rytter Juhl Christinna Pedersen Japan Miyuki Maeda Satoko Suetsuna Südkorea Jung Kyung-eun Kim Ha-na Chinesisch Taipeh Cheng Wen-hsing Chien Yu-chin Indonesien Greysia Polii Meiliana Jauhari Singapur Shinta Mulia Sari Yao Lei Hongkong Poon Lok Yan Tse Ying Suet Indien Jwala Gutta Ashwini Ponnappa Russland Valeria Sorokina Nina Vislova | China Cai Yun Fu Haifeng Südkorea Jung Jae-sung Lee Yong-dae Dänemark Mathias Boe Carsten Mogensen Südkorea Ko Sung-hyun Yoo Yeon-seong China Chai Biao Guo Zhendong Indonesien Mohammad Ahsan Bona Septano Chinesisch Taipeh Fang Chieh-min Lee Sheng-mu Malaysia Koo Kien Keat Tan Boon Heong Japan Naoki Kawamae Shoji Sato Thailand Bodin Isara Maneepong Jongjit Deutschland Ingo Kindervater Johannes Schöttler Russland Vladimir Ivanov Ivan Sozonov USA Howard Bach Tony Gunawan Polen Adam Cwalina Michał Łogosz | China Zhang Nan Zhao Yunlei China Xu Chen Ma Jin Indonesien Tontowi Ahmad Liliyana Natsir Dänemark Joachim Fischer Nielsen Christinna Pedersen Chinesisch Taipeh Chen Hung-ling Cheng Wen-hsing Dänemark Thomas Laybourn Kamilla Rytter Juhl Südkorea Lee Yong-dae Ha Jung-eun Thailand Sudket Prapakamol Saralee Thungthongkam Malaysia Chan Peng Soon Goh Liu Ying Großbritannien Chris Adcock Imogen Bankier Japan Shintarō Ikeda Reiko Shiota Russland Alexandr Nikolaenko Valeria Sorokina Indien Valiyaveetil Diju Jwala Gutta Deutschland Michael Fuchs Birgit Michels Polen Robert Mateusiak Nadieżda Zięba |
| Afrika                                           | Südafrika Michelle Edwards Annari Viljoen | Südafrika Dorian James Willem Viljoen | – |
| Amerika                                          | Kanada Alexandra Bruce Michelle Li | – | Kanada Toby Ng Grace Gao |
| Asien                                            | – | – | – |
| Europa                                           | – | – | – |
| Ozeanien                                         | Australien Leanne Choo Renuga Veeran | Australien Ross Smith Glenn Warfe | – |
| Gesamt                                           | 16 | 16 | 16 |

## Teilnehmer nach NOK
| Qualifizierte Einzelspieler und Doppel nach NOK | Qualifizierte Einzelspieler und Doppel nach NOK | Qualifizierte Einzelspieler und Doppel nach NOK | Qualifizierte Einzelspieler und Doppel nach NOK | Qualifizierte Einzelspieler und Doppel nach NOK | Qualifizierte Einzelspieler und Doppel nach NOK | Qualifizierte Einzelspieler und Doppel nach NOK |
| Wettbewerb                                      | Einzel                                          | Einzel                                          | Doppel                                          | Doppel                                          | Doppel                                          | Athleten Gesamt                                 |
| Wettbewerb                                      | Frauen                                          | Männer                                          | Frauen                                          | Männer                                          | Mixed                                           | Athleten Gesamt                                 |
| ----------------------------------------------- | ----------------------------------------------- | ----------------------------------------------- | ----------------------------------------------- | ----------------------------------------------- | ----------------------------------------------- | ----------------------------------------------- |
| Ägypten                                         | 1                                               |                                                 |                                                 |                                                 |                                                 | 1                                               |
| Australien                                      | 1                                               |                                                 | 1                                               | 1                                               |                                                 | 5                                               |
| Belgien                                         | 1                                               | 1                                               |                                                 |                                                 |                                                 | 2                                               |
| Bulgarien                                       | 1                                               |                                                 |                                                 |                                                 |                                                 | 1                                               |
| China                                           | 3                                               | 3                                               | 2                                               | 2                                               | 2                                               | 17                                              |
| Dänemark                                        | 1                                               | 2                                               | 1                                               | 1                                               | 2                                               | 9                                               |
| Deutschland                                     | 1                                               | 1                                               |                                                 | 1                                               | 1                                               | 6                                               |
| Estland                                         |                                                 | 1                                               |                                                 |                                                 |                                                 | 1                                               |
| Finnland                                        | 1                                               | 1                                               |                                                 |                                                 |                                                 | 2                                               |
| Frankreich                                      | 1                                               | 1                                               |                                                 |                                                 |                                                 | 2                                               |
| Großbritannien                                  | 1                                               | 1                                               |                                                 |                                                 | 1                                               | 4                                               |
| Guatemala                                       |                                                 | 1                                               |                                                 |                                                 |                                                 | 1                                               |
| Hongkong                                        | 1                                               | 1                                               | 1                                               |                                                 |                                                 | 4                                               |
| Indien                                          | 1                                               | 1                                               | 1                                               |                                                 | 1                                               | 5                                               |
| Indonesien                                      | 1                                               | 2                                               | 1                                               | 1                                               | 1                                               | 9                                               |
| Irland                                          | 1                                               | 1                                               |                                                 |                                                 |                                                 | 2                                               |
| Island                                          | 1                                               |                                                 |                                                 |                                                 |                                                 | 1                                               |
| Israel                                          |                                                 | 1                                               |                                                 |                                                 |                                                 | 1                                               |
| Italien                                         | 1                                               |                                                 |                                                 |                                                 |                                                 | 1                                               |
| Japan                                           | 1                                               | 2                                               | 2                                               | 1                                               | 1                                               | 11                                              |
| Kanada                                          | 1                                               |                                                 | 1                                               |                                                 | 1                                               | 4                                               |
| Litauen                                         | 1                                               |                                                 |                                                 |                                                 |                                                 | 1                                               |
| Malaysia                                        | 1                                               | 1                                               |                                                 | 1                                               | 1                                               | 6                                               |
| Malediven                                       |                                                 | 1                                               |                                                 |                                                 |                                                 | 1                                               |
| Mexiko                                          | 1                                               |                                                 |                                                 |                                                 |                                                 | 1                                               |
| Niederlande                                     | 1                                               |                                                 |                                                 |                                                 |                                                 | 1                                               |
| Norwegen                                        | 1                                               |                                                 |                                                 |                                                 |                                                 | 1                                               |
| Österreich                                      | 1                                               | 1                                               |                                                 |                                                 |                                                 | 2                                               |
| Peru                                            | 1                                               | 1                                               |                                                 |                                                 |                                                 | 2                                               |
| Polen                                           | 1                                               | 1                                               |                                                 | 1                                               | 1                                               | 6                                               |
| Portugal                                        | 1                                               | 1                                               |                                                 |                                                 |                                                 | 2                                               |
| Russland                                        | 1                                               | 1                                               | 1                                               | 1                                               | 1                                               | 6                                               |
| Schweden                                        |                                                 | 1                                               |                                                 |                                                 |                                                 | 1                                               |
| Schweiz                                         | 1                                               |                                                 |                                                 |                                                 |                                                 | 1                                               |
| Singapur                                        | 1                                               | 1                                               | 1                                               |                                                 |                                                 | 4                                               |
| Slowakei                                        | 1                                               |                                                 |                                                 |                                                 |                                                 | 1                                               |
| Slowenien                                       | 1                                               |                                                 |                                                 |                                                 |                                                 | 1                                               |
| Spanien                                         | 1                                               | 1                                               |                                                 |                                                 |                                                 | 2                                               |
| Sri Lanka                                       | 1                                               | 1                                               |                                                 |                                                 |                                                 | 2                                               |
| Südafrika                                       |                                                 |                                                 | 1                                               | 1                                               |                                                 | 4                                               |
| Südkorea                                        | 2                                               | 2                                               | 2                                               | 2                                               | 1                                               | 12                                              |
| Suriname                                        |                                                 | 1                                               |                                                 |                                                 |                                                 | 1                                               |
| Taiwan                                          | 2                                               | 1                                               | 1                                               | 1                                               | 1                                               | 8                                               |
| Thailand                                        | 1                                               | 1                                               |                                                 | 1                                               | 1                                               | 6                                               |
| Tschechien                                      | 1                                               | 1                                               |                                                 |                                                 |                                                 | 2                                               |
| Türkei                                          | 1                                               |                                                 |                                                 |                                                 |                                                 | 1                                               |
| Uganda                                          |                                                 | 1                                               |                                                 |                                                 |                                                 | 1                                               |
| Ukraine                                         | 1                                               | 1                                               |                                                 |                                                 |                                                 | 2                                               |
| USA                                             | 1                                               |                                                 |                                                 | 1                                               |                                                 | 3                                               |
| Vietnam                                         |                                                 | 1                                               |                                                 |                                                 |                                                 | 1                                               |
| Weißrussland                                    | 1                                               |                                                 |                                                 |                                                 |                                                 | 1                                               |
| Gesamt                                          | 46                                              | 40                                              | 16                                              | 16                                              | 16                                              | 172                                             |